# Woodford Hill
Woodford Hill este un oraș din Dominica.